# 剝削電影
剝削電影（Exploitation film）是一種以促銷为目的的電影類型，剝削本是经济学名词，但该詞用於電影行业则用於表示通过特定敏感题材进行促銷，从而达到盈利目的。
這些電影往往需要提供諸如大明星、特效、性愛、暴力、非主流文化等元素。剝削電影大大仰賴廣告宣傳，以及露骨、誇大其詞的描繪，卻無視於電影自身的內在品質，因此往往被認為是品質低劣的代表。即使如此，这类電影有時依然能吸引世人關注和一定的膜拜追隨。

## 歷史沿革
剝削電影可能以性挑逗、或露骨性愛、聳動暴力、吸毒、裸體、狂熱、血腥、荒誕、毀滅、背叛、和殘害為特色，此類電影在1920年代首度出現，卻在1960年代和1970年代歐美地區放鬆電影的檢查尺度與禁忌之後才開始普及。美國電影協會（前身為MPPDA，製片人與發行人協會）與電影審查委員會、基層組織通力合作，致力於維護好萊塢的“清新”形象，不過，剝削電影發行商卻反其道而行，往往樂見爭議話題成為免費的行銷利器，他們的製作人也利用聳動的元素，來吸引電視的流失觀眾。從1990年代以來，這一類型也受到學術界的注意，有時被稱為另類電影。
「剝削」一詞是非常鬆散的定義，與觀眾的電影見解較為密切相關，而非電影內容。煽情材料和藝術內容可以、而且經常共存，事實證明那些無法通過海斯法典的藝術電影，經常以剝削電影出現在同一間磨坊戲院。剝削電影無懼於處理聲名狼藉的內容，和受到讚揚的歐洲電影導演共享相同的理念，例如：德瑞克·賈曼、路易斯·布紐爾、尚盧·高達。為數眾多被公認為經典的電影，含有不同程度的性愛、暴力、與驚悚，通常與剝削電影有所關聯，包括：史丹利·庫柏力克的《發條橘子》、陶德·布朗寧的《怪胎》、和羅曼·波蘭斯基的《反撥》，布紐爾的《安達魯之犬》含有現代血腥暴力電影的元素。更進一步闡述，如果《靈魂狂歡節》由歐洲拍攝，將會被視為藝術電影；倘若《無臉之眼》由美國拍攝，則會被歸類為低成本恐怖電影。藝術電影和剝削電影的觀眾，都被認為擁有排斥好萊塢電影的品味。
剝削電影經常剝削發生於新聞中、以及短期公眾意識的事件，主要電影製片廠可能避免這類題材，由於時間不足，無法拍成一部主要的電影。例如：《娃娃新娘》探討歐扎克高地山區老夫少妻的社會問題，其他如《大麻狂熱》的濫用毒品議題，主要電影製片廠為了維護自身的主流地位和體面的聲譽，常常會避免接觸這類的議題。不過，如果動機夠強，主要電影製片廠也可能捲入其中，就如1969年華納兄弟的反LSD迷幻藥、反1960年代反傳統文化運動的電影《奪命脂粉客》，《瘋狂性愛》描寫來自婚前性行為的性傳染病危險。《老爸老媽》是一部關於懷孕和產子的電影，以聳動術語進行推銷。《野草》則結合毒品和雜交性愛的主題。在電影史的早期階段，剝削電影依賴這些類別的聳動題材，在極端保守的道德觀點環境氛圍之內，為了避開電影的審查，他們必須小心翼翼地表述，因為當時的電影並未享受美國憲法第一修正案的保護。
在主要電影製片廠關注之前，已拍攝出許多關於芬蘭冬季戰爭、韓戰、越戰的戰爭電影。當奧森·威爾斯的水星劇團於1938年萬聖夜推出的廣播劇《世界大戰》，震撼了許多的美國人，並製造新聞話題之後，環球影業則將他們的系列電影《飛俠哥頓：勇闖火星》改編成短片《火星攻擊地球》，並於當年11月公開上映。
有些貧窮片廠低成本的B級片常常剝削主要電影製片廠的作品。他們快速的製作時程，可以利用依附在主要電影製片廠的宣傳效果。例如：愛德華·艾帕森製作、威廉·卡麥隆·曼錫斯執導的《火星人入侵記》，是為了迎擊派拉蒙電影公司頗富名望的導演喬治·柏爾上映中的《地球爭霸戰》。喬治·柏爾的《幻遊未來世界》上映時也遭受羅勃·克拉克主演、艾德傑·亨莫執導的《穿越時空》的挑戰。因此，許多主要電影製片廠、製作人、和電影明星開始加強電影製作的保密措施。

## 磨坊戲院和露天汽車戲院
磨坊戲院是美國專門放映剝削電影的戲院，在紐約第42街的滑稽歌舞雜劇戲院沒落之後才被命名，過去常常上演性感撩人的碰轉舞和脫衣舞，1960年代這些戲院則被投入新的用途：專門上映剝削電影的場所。
當露天汽車戲院（顧客駕駛汽車、並於車上觀賞的露天戲院）於1960年代和1970年代面臨營運開始衰退之際，戲院經營者也開始謀畫找回老主顧的方法，解決方案就是去預訂剝削電影。事實上，1970年代有些製作人直接為露天汽車戲院的市場製作電影，大部分都是暴力動作電影，有些人也將其歸類為露天汽車戲院電影（drive-in films）。

## 子類型
剝削電影可採用電影類別的題材和電影風格，特別是恐怖電影和紀錄片，剝削電影子類型以其運用的特徵做分類。主題方面，剝削電影也會受到其他所謂剝削媒體的影響，例如：紙漿雜誌。剝削電影可能同時包含二種、或更多的電影類別，常常模糊類別的界線，例如：桃樂絲·維斯曼（Doris Wishman）的《我要死於女兒身》（Let Me Die A Woman）包含驚悚紀錄片和性剝削的元素。

### 1930年代和1940年代的勸諭電影
1930年代和1940年代的剝削電影，成功克服了當時嚴格的電影審查和監督，無論以多麼驚悚的主題為特色，只要宣稱具有教育性質即可。通常是關於所謂婚前性行為和毒品危險的警世故事（cautionary tale），例子包括：《大麻》Marihuana（1936）、《大麻狂熱》Reefer Madness（1938）、《瘋狂性愛》Sex Madness（1938）、《老爸老媽》Mom and Dad（1945）、和《野草》She Shoulda Said No!（1949）。探討同性戀的剝削電影《寂寞孩子》Children of Loneliness（1937），如今被認定為散失電影。

### 摩托飛車手電影
由馬龍·白蘭度領銜主演的《飛車黨》The Wild One（1953），是首部關於摩托車黑幫的摩托飛車手電影（biker films）。隨後，在1950年代興起一系列以改裝車和摩托車為中心主題的低成本不良少年電影。1966年美國國際電影（American International Pictures）《野幫伙》（The Wild Angels）的成功，引燃了風潮，並持續到1970年代初期。其他的摩托飛車手電影包括：《瘋狂車手》Motorpsycho（1965）、《地獄飆車天使》Hells Angels on Wheels（1967）、《天生失敗者》The Born Losers（1967）、Satan's Sadists（1969）、Nam's Angels（1970）、和C.C. and Company（1970）。（請參見摩托飛車手電影清冊）

### 黑人剝削電影
黑人剝削電影以黑人演員為主，明顯訴求於黑人觀眾，常常是刻板印象上城市背景的非裔美國人，並以非裔美國人透過狡猾和暴力戰勝“大人物”（the Man）為重要的主題。此子類型的先驅是梅爾文·范·皮布爾斯（Melvin Van Peebles）的《史威特貝克之歌》Sweet Sweetback's Baadasssss Song（1971）。其他例子包括：《黑色凱撒》Black Caesar（1973）、Black Devil Doll、《黑古拉》Blacula（1972）、《黑色香波》Black Shampoo（1976）、《黑種治安官》Boss Nigger（1975）、《科菲》（1973）、《浣熊皮》Coonskin（1975）、《龍虎黑煞星》（1970）、Dolemite（1975）、Foxy Brown（1974）、Hell Up in Harlem（1973）、《生死關頭》Live and Let Die（1973）、The Mack（1973）、《曼丁哥家族》Mandingo（1975）、《黑街神探》（1971）、《毒山》Sugar Hill（1974）、《超級蒼蠅》（1972）、The Thing With Two Heads（1972）、和Truck Turner（1974）。昆汀·塔倫提諾的《黑色終結令》（1997）則是針對此類型的近代致敬電影。

### 食人族電影
食人族電影（Cannibal film）是生動逼真、又血淋淋的電影，從1970年代初期興起，到1980年代後期為止，主要的電影製作國家為義大利和西班牙。這些電影主要聚焦在深入南美洲和亞洲雨林地區的食人肉部落，他們常常將入侵領域的西方人罪犯羈押囚禁。類似殘酷紀錄片，食人族電影的主要吸引力為牽涉生物、人、或動物的異國風情、和生動逼真又血淋淋的場面。此類型最著名的電影，是頗具爭議性的《人食人實錄》（1980），電影拍攝過程中有六隻動物遭到真實殺害。其他例子包括：《殘酷食人族》（1981）、《食人帝國》（1980）、《食人山歷險記》（1978）、《最後的食人族世界》（1977）、和首部食人族電影《深河野人》The Man From Deep River（1972）。此類型有名的導演包括：安伯圖·倫茲（Umberto Lenzi）、魯格羅·德奧達托（Ruggero Deodato）、傑斯·佛朗哥和喬·達馬托。

### 汽車剝削電影
汽車剝削電影（Carsploitation films）是以許多汽車競速和撞車場景為特色的電影，尤其是那個時代風行的跑車和強力汽車（muscle cars）。此類型電影的典範為《粉身碎骨》Vanishing Point（1971），其他例子包括：《福祿雙霸天》、《大賽車》Cannonball（1976）、《幽靈終結者》The Hitcher（1986）、《亡命賽車2000》（1975）、《衝刺大黎明》Dirty Mary Crazy Larry（1974）、《粉身碎骨飛車黨》Gone in 60 Seconds（1974）、《迷霧追魂手》（1979）、《種族與魔鬼》Race with the Devil（1975）、和《雙面柏油路》Two-Lane Blacktop（1971）。昆汀·塔倫提諾的《不死殺陣》（2007）是針對此類型的近代致敬電影之外，也同樣對血腥恐怖電影、和魯斯·梅耶的電影致敬。《玩命關頭系列》符合此類型、法國《終極殺陣》系列電影也符合此類型。

### 日本武士電影
1970年代，在日本一個特別的修正主義類型、非傳統武士電影提升到某個流行程度，此子類型成為知名的日本武士電影（chambara films），英文名稱‘chambara’取其劍擊的擬聲。日本武士電影的起源，可追溯到黑澤明的作品，他的電影以道德灰暗和誇大暴力為特色，不過與此類型最直接連結的是1970年代小池一夫的武士連環漫畫，他的多部作品陸續被改編成電影。日本武士電影只有少部分早期的時代劇以禁慾、正規的感性為特色，新日本武士電影則以復仇驅使的非正統派主角、裸露、性愛場面、擊劍、和血腥為特色。著名的日本武士電影包括：《御用牙三部曲》（Hanzo the Razor）、《修羅雪姬》、《帶子狼》、《不良姐御傳》（Sex and Fury）、和《暗殺大將軍》（Shogun Assassin）。現代的日本電影，例如：《百人斬少女》（Azumi）和電視動畫《劍豪生死鬥》持續日本武士電影的傳統，昆汀·塔倫提諾的《追殺比爾》系列電影，則是此類型傑出的美國版本致敬電影。其他電影，例如：《機關槍少女》The Machine Girl（2008）和《東京殘酷警察》Tokyo Gore Police（2008）包含日本武士電影的元素，和肉體恐怖結合。

### 生態恐怖電影
生態恐怖電影（Eo-terror films）聚焦於一隻、或成群的超大型、具有非尋常攻擊性的動物，造成一特定發生地點內的人類恐慌，同時也有另一群人企圖獵捕。此類型開始於1950年代，當時對於核武試爆的憂慮，導致巨型怪獸的電影大受歡迎。這些通常是被原子彈爆炸所喚醒的史前生物，或者是遭到輻射污染而突變的平凡動物。這些電影包括：《哥吉拉》、《巨螞》Them!（1954）、和《異變》Tarantula（1955）。在1970年代對於污染增多的覺醒，此類題材再度復活，並且譴責企業貪婪和軍隊不負責任而恣意破壞環境。《午夜魔兔》Night of the Lepus（1972）、《金蛙王》Frogs（1972）、和《哥吉拉對黑多拉》是這些電影的範例。當1975年史蒂芬·史匹柏的《大白鯊》上映後盛況空前，為數眾多的高相似度電影（有時被視為徹底的仿製品）如雨後春筍般趁勢竄出，無非想如法炮製其財源滾滾的成功模式。這些電影包括：《大鱷魚》Alligator（1980）、《狂犬驚魂》、《兇獸出籠》Day of the Animals（1977）、《巨浪白鯊》Great White（1980）、《大灰熊》Grizzly（1976）、《兇煞魚怪》Humanoids from the Deep（1980）、《紅海魔影》Monster Shark（1984）、《殺人鯨》Orca（1977）、The Pack（1977）、《食人魚》Piranha（1978）、Prophecy（1979）、《邊緣戰士》（1984）、《凶群出洞》Tentacles（1977）、和《追捕虎鯊》Tintorera（1977）。在這20年期間，羅傑·柯曼是這些電影的主要製作人。近年來，此類型電影又再次復甦，例如：《桑樹街》Mulberry Street（2007）和賴瑞·費斯登（Larry Fessenden）的《最後的寒冬》The Last Winter（2006），反映出對全球暖化和人口過剩的關切。

### 義大利鉛黃電影
義大利鉛黃電影（giallo）是義大利製的變態殺人狂電影，聚焦於殺手犯下殘酷的死亡犯罪，以及後續的追兇偵查。此類別以義大利字「鉛黃」（Giallo）命名，取自紙漿雜誌的背景顏色，這些電影最初從雜誌刊載內容改編、或者受到啟發。此類別的先驅是《知道太多的女孩》（1963），其他例子包括：《血蠅》（1971）、《九命怪貓》（1971）、《摧花手》（1970）、《蠍子兇手案》（1971）、《塔蘭圖拉毒蛛》La tarantola dal ventre nero（1971）、《别怕！茱莉》（1971）、《血與黑蕾絲》Sei donne per l'assassino（1964）和《迷離大兇殺》（1982）。達利歐·阿基多、盧西奧·弗爾茲（Lucio Fulci）、和馬力歐·巴瓦（Mario Bava）是最精通此類型的導演。

### 惡搞電影
在義大利，當你提供電影劇本給製片人，他問的第一個問題不是『你的電影像什麼？』，而是『你的電影像什麼「電影」？』，正因為如此，我們只能作出《生人迴避》Zombie 2（1979），絕非Zombie 1 - 路奇·酷吉（Luigi Cozzi）
惡搞電影（Mockbusters）有時稱為「重製剝削電影」（remakesploitation films），是企圖從強力推銷的主流電影廣告上從中牟利的抄襲電影。著名山寨製片公司：庇護所喜歡稱之為「相關產品」（tie-ins），是這些電影最知名的製片商。從歷史的角度，這些電影都與義大利電影業息息相關，而且很快理解出皆為西部片、007電影、和殭屍電影的趨勢。長期以來，這些電影都是如吉姆·懷諾斯基這類導演的主要產品，他的作品包括：《厄夜叢林2：危機四伏》The Bare Wench Project（2000）和《巔峰戰士》（1993）的仿製品《極地毀滅》Sub Zero（2005），大都直接以影像儲存媒體方式發行。此舉也開始吸引好萊塢主要製片廠的關注，甚至在《當地球停止轉動》上映時，企圖事先制止「庇護所」電影公司發行《當地球不再轉動》The Day The Earth Stopped（2008）的影像儲存媒體上市販售。
雖然這個名詞早在1950年代就已出現，例如：《污穢的怪獸》The Monster of Piedras Blancas（1959）明顯仿效《黑湖妖潭》，直到1970年代才開始普及，此時出現了仿製品《星戰計劃》Starcrash（1979）、Dünyayı Kurtaran Adam（1982）、和《超人們歸來》Süpermen dönüyor（1979），其中後二者未經授權盜用了約翰·威廉士為星際大戰譜寫的電影配樂、以及電影場景。

### 殘酷紀錄片
殘酷紀錄片時常被稱為驚嚇紀錄片（shockumentaries），採取類似紀錄片的形式，集中在聳人聽聞的題材，例如：來自全球各地的奇風異俗、或可怕的死亡素材。和驚嚇剝削電影（shock exploitation）類似，殘酷紀錄片的目的是為了驚嚇觀眾，而非只是處理禁忌的主題。首部、也是最著名的殘酷紀錄片是《世界殘酷奇譚》（1962），其他的例子包括：《古靈精怪東南亞》Shocking Asia（1974）和《死亡真面目》系列。

### 納粹剝削電影
納粹剝削電影（Nazi exploitation；Nazisploitation；Il Sadiconazista）聚焦在第二次世界大戰期間於死亡集中營和妓院內以納粹方式折磨囚犯，所施加的經常是性折磨，囚犯則通常是女性，而且裸體。此子類型的先驅是《第七愛露營》Love Camp 7（1969），此類型的典範則是《納粹女魔頭：殘酷瘋淫所》（1974），啟動了類型電影的普及，並開創獨特的比喻手法，以體態豐滿、性慾亢進的女施虐者（Dominatrix）伊爾莎（Ilsa）的人物形象，折磨德國俘虜營（Stalag）的囚犯。其他例子包括：《納粹瘋淫史2：間諜軍妓》Elsa: Fraulein SS（1977）、《納粹軍妓之魔域逃生》SS Hell Camp（1977）、《第三帝國最後狂歡》L'ultima orgia del III Reich（1977）、《納粹荒淫史》（1976）和《納粹軍妓血淚史》SS Experiment Camp（1976）。許多納粹剝削電影受到藝術電影的影響，例如：皮耶·保羅·帕索里尼聲名狼藉的《索多瑪一百二十天》和莉莉安娜·卡瓦尼的《魂斷多瑙河》Il portiere di notte（1974）。

### 裸體主義者電影
裸體主義者電影（Nudist films）起源於1930年代，當時電影意有所指地描繪裸體主義者的生活型態，迴避了海斯法典針對裸體的限制，此情況一直持續到1950年代後期，當紐約州上訴法院在「Excelsior Pictures電影公司對 紐約評議委員會（New York Board of Regents）」一案，裁定銀幕上的裸體並非猥褻，此舉等於為更多公開描繪裸體的電影開了大門。從魯斯·梅耶的《不道德的提斯先生》The Immoral Mr. Teas（1959）開啟新頁，被認定是首部將剝削元素置於主要地位的電影，不帶一絲一毫的歉意，也不必假裝背負著道德與教育的包袱。當《伊甸園》Garden of Eden（1954）淪為法院案例的主角時，這個情勢的發展，為1960年代和1970年代更直接露骨的剝削電影舖了坦途，也導致裸體主義者類型顯得過時，令人玩味。此後，裸體主義者類型分裂為二個子類型，例如：「裸體美人兒」（nudie-cutie）以裸體為特色，但是不包含肢體接觸；「性暴力女」（roughie）則包括裸體、暴力、和反社會行為。
裸體主義者電影被貼上了品質自相矛盾的標籤，一方面標榜著教育性的電影，另一方面卻剝削他們的主題，將主要焦點擺在天體營中最美麗的女性房客，儘管當時否認有此剝削的存在。他們描繪以限制衣著而解脫束縛的生活型態，然而此描寫受到不得露出外生殖器的規定限制。對此還是有一個顛覆性的元素，就如裸體主義者天性地拒絕現代社會，以及關於人體的基本價值。這些電影也常常牽涉到階級體系的批判，認為身體羞恥等同於上流階層，裸體主義等同於社會平等。《問心無愧》Unashamed（1938）的一個場景立論關於矯揉造作的衣著，以及透過仿效描寫一群裸體藝術家漆上整套衣服，所顯現的相關價值。

### 澳洲剝削電影
澳洲剝削電影（Ozploitation）或稱為澳洲子類型電影（Australian sub-genre films），廣泛地涵蓋恐怖、情色、或犯罪題材的1970年代和1980年代電影。1971年針對澳洲電影分類系統的改革，導致許多相對低成本、私人集資的電影如雨後春筍般冒出來，稅負減免和目標外銷市場，也有推波助燃的效果。經常聘用氣勢漸漸下滑的國際知名演員擔任主角，許多澳洲剝削電影以話語簡潔的角色和沙漠場景為特色，此一名詞被應用在當時依賴驚嚇觀眾、或煽動觀眾情慾的各式各樣澳洲電影。一些較為知名的澳洲剝削電影包括：《迷霧追魂手》（1979）、Alvin Purple（1973）、Patrick（1978）、和《土耳其射擊》Turkey Shoot（1982），也有一部紀錄片《澳洲B片真牛B》Not Quite Hollywood: The Wild, Untold Story of Ozploitation!（2008）專門探討此電影類型。這些電影探討關切澳洲社會的主題，特別是關於男子氣概（尤指粗魯的澳洲男生）、男生對待女生的態度、對待澳洲原住民的態度、暴力、酗酒、和對環境的剝削破壞，這些電影也代表性地以鄉村或內地的設定，來強調澳洲景色和環境為最具精神象徵的邪惡力量，因而離間了澳洲的白人，使得他們的個人野心活力、以及他們壓制這一切的企圖心遭受挫折。

### 強暴和復仇電影
強暴和復仇電影（Rape/Revenge Films）是指一位女生遭到強暴、死裡逃生、復原、以及後續針對強暴犯展開逼真的血腥復仇。到目前為止，此類型最著名的電影是《我唾棄你的墳墓》（1978），這些電影主角的成功並不罕見，皆喜於描述來自城市的獨立女生，遭到來自鄉村的男生的攻擊。近年來此類型獲得來自女性主義者的稱讚，例如：卡洛·葛洛佛（Carol J. Clover）1992年的著作《男人、女人與電鋸》（Men, Women, and Chainsaws: Gender in the Modern Horror Film）審視了轉換傳統電影類型角色的可能影響。這些可以視為私刑電影（Vigilante film）的分支，由受害者轉變成復仇者，成為主要的電影場景。作家賈辛妲·瑞德（Jacinda Read）和其他人則認定強暴/復仇應該被歸類為故事結構，而非實質的子類型，因為可發現出電影中的故事情節，涵蓋了許多不同的電影類型，包括：驚悚片（《四五口徑女郎》Ms. 45）、劇情片（《朱唇劫》Lipstick）、西部片（《大復仇》Hannie Caulder）、和藝術電影（《記憶拼圖》）。此類型最重要的例子之一《殺人不分左右》The Last House on the Left（1972），是英格瑪·柏格曼的《處女之泉》的舊片新拍版本，被重新打造成一部極端暴力的恐怖電影。《激流四勇士》（1972），一位男生犯下強暴罪，被認定是此類型的起源。主張限定被強暴女生贏得復仇於一電影類型定義的卡洛·葛洛佛，稱讚強暴/復仇剝削電影，因為電影中主要角色直接對抗他們的性虐待，而非如主流製片廠的強暴和復仇電影《控訴》（1988）那般保守地依賴反應遲鈍的司法體系。

### 性剝削電影
性剝削電影（Sex exploitation；sexploitation）和軟調色情影片類似，此類型電影就像是大型的車輛載具，展示許多牽涉裸體、或半裸的女體場景。儘管許多電影包含了逼真的性愛場景，性剝削電影比主流電影展現出更為露骨的場景，經常過度擴展了連續鏡頭、或展示正面全裸。魯斯·梅耶的人體藝術大概是最知名的例子，尤其是他最著名的電影作品《小野貓公路歷險記》Faster, Pussycat! Kill! Kill!（1965）和《超級性女》Supervixens（1975）。其他著名的性剝削電影，包括：《艾曼紐》（Emmanuelle）系列電影、《美國舞孃》（1995）、和《羅馬帝國艷情史》（1979）。在性剝削電影和一般剝削電影之中，《羅馬帝國艷情史》以高預算、和知名演員（麥坎·邁道爾、約翰·吉爾格德、彼得·奧圖、和海倫·米蘭）為特色，則顯得獨一無二。

### 驚嚇剝削電影
驚嚇剝削電影（Shock exploitation films；shock films；shocksploitation films）包含各式各樣的驚嚇元素，例如：非常逼真的寫實暴力（graphic violence）、寫實的強暴描寫、模擬動物戀、和亂倫的描寫。驚嚇剝削電影的例子，包括：《撒旦的情與慾》（2009）、《八月地下坊》August Underground's Mordum（2003）、《肏我》（2000）、《吸血怪魔》Blood Sucking Freaks（1976）、《美國夢魔》Combat Shock（1986）、《嗜血群魔》I Drink Your Blood（1970）、《為你的生活而戰》Fight for Your Life（1977）、Seven Servants（1996）、《恐怖旅舍》（2005）、《猛鬼1000》（2003）、《我唾棄你的墳墓》（1978）、《殘酷女淫魔》（1975）和續集電影、《不可撤销》（2002）、《窮途末路》Last House on Dead End Street（1977）、《殺人不分左右》（1972）、《黑太陽731》、《殘酷的浪漫》（1987）、《粉紅火鶴》（1972）、《索多瑪一百二十天》、《病者：鮑勃·弗拉納根的生命與死亡，超級性受虐狂》SICK: The Life & Death of Bob Flanagan, Supermasochist（1997）、《虐殺》Snuff（1976）、《死之島》Ta Paidia tou Diavolou（1977）、《性女暴力日記》Thriller - en grym film（1973）和《一個人和他的豬》（1974）。

### 變態殺人狂電影
變態殺人狂電影（Slasher films）聚焦於一位精神變態的殺手，以寫實暴力方式，跟蹤和追殺一系列的受害者，受害者經常是青少年、或年輕的成人。亞佛烈德·希區考克的《驚魂記》常常被歸功為創建了此類型的基本前提框架，也確實在1970年代期間浮現出此類型，並於1980年代達到高峰。知名的變態殺人狂電影，包括：《半夜鬼上床》系列電影、《猛鬼街》（1980）、《女生驚魂記》Black Christmas（1974）、《靈異入侵》（1988）、《電鑽殺人魔》The Driller Killer（1979）、《十三號星期五》（1980）、《月光光心慌慌》（經常被認為於1978年啟動了此類型）、《血腥情人節》My Bloody Valentine（1981）、《恐怖夜》Prom Night（1980）、《平安夜，殺人夜》Silent Night, Deadly Night（1984）、《血腥死亡營》（1983）、《德州電鋸殺人狂》（1974）和《工具箱殺手》The Toolbox Murders（1978）。隨著《驚聲尖叫》的成功，此類型在1990年代經歷了一段主流的復甦，既模仿變態殺人狂電影的傳統手法，也向其表示敬意。變態殺人狂電影常常證實受到難以置信的歡迎，也孕育了許多的續集、前傳、和舊片新拍的電影，持續至今。

### 義大利麵西部牛仔電影
義大利麵西部牛仔電影是1960年代中葉興起的義大利製西部牛仔電影的暱稱，比典型好萊塢西部牛仔電影更為暴力和不道德（有些電影往往有超過200位遇害的屍體），也經常避開（有些人的說法是「去除神話」）早期西部牛仔電影的傳統手法，例子包括：《死神騎馬來》、《荒野一匹狼》Django（1966）、《黃昏三鑣客》、Il Grande duello（1972）、《雪海深仇》Il grande silenzio（1968）、《黃昏雙鏢客》、《大捕殺》La resa dei conti（1966）、和《荒野大鏢客》。

### 血腥虐殺電影
血腥虐殺電影（splatter film；gore film）是恐怖電影的一個類型，刻意聚焦在血液飛濺和暴力的寫實描述。在1960年代，血腥虐殺電影隨著賀許·高登·路易斯（Herschell Gordon Lewis）和大衛·傅利曼（David F. Friedman）的電影作品開始成為一個明顯區隔的類型，最著名的作品（和此類型的典範）包括：《血宴》Blood Feast（1963）、《兩千狂人》Two Thousand Maniacs!（1964）、《將我染成血紅》Color Me Blood Red（1965）、《惡魔假髮屋》The Gruesome Twosome（1967）、和《血腥魔法師》The Wizard of Gore（1970）。一些後來的血腥虐殺電影，例如：山姆·雷米的《鬼玩人》系列電影，以及彼得·傑克森的《嗜血狂魔》Bad Taste（1987）和《新空房禁地》和深作欣二的《大逃殺》（2000），都以過度、超現實、誇大的血腥為特色，從恐怖跨線到喜劇。

### 女子監獄電影
女子監獄電影（Women in prison films）在1970年代初期興起，直到今日仍然是一個受到歡迎的子類型。以窺淫癖者關於監獄生活的性幻想為主，依賴大量裸體、女性同性戀、性侵犯、羞辱、施虐、和女俘虜之間反叛的題材。此類型電影包括：羅傑·柯曼的《籠中女》Women in Cages（1971）和《玩偶屋》The Big Doll House（1971）、《女集中營》The Bamboo House Of Dolls（1973）、傑斯·佛朗哥的《鐵窗性玩偶》Barbed Wire Dolls（1975）、布魯諾·馬太（Bruno Mattei）的《女子監獄大屠殺》Womens Prison Massacre（1983）、湯姆·狄賽門（Tom DeSimone）的《感化院女孩》Reform School Girls（1986）、和強納森·德米的《監獄風雲錄》Caged Heat（1974）。

### 次要的子類型
- 英國剝削電影（Britsploitation films）：將劇情背景設定在英國的剝削電影，有時也向漢默恐怖片（Hammer Horror）類型電影致敬。例子包括：1974年的《惡魔墳場》（Let Sleeping Corpses Lie）和1981年獲得奧斯卡金像獎的美國電影《美國狼人在倫敦》。

- 李小龍剝削電影（Bruceploitation films）：因李小龍之死而獲益的剝削電影，尤指利用長相神似的演員。

- 香港三級電影（Cat III films）：經過香港電影分級制度審查，限制十八歲以上成年人觀賞。這些電影估計佔了香港電影工業的四分之一，而且各類型剝削電影都有代表作。此外，西洋電影也經常被判定為三級電影，例如：《野東西》（1998）和《大開眼戒》。依據電影檢查制度的準則，這些電影劃分成三種類別：「準色情片」（quasi-pornographic），例如：《玉蒲團之偷情寶鑑》；「類型電影」（genre films），各類型香港電影的成人版本；以及令人不安的「情色暴力電影」（pornoviolence films），例如：《人肉叉燒包》，經常依據警方真實性暴力案例改編。著名的香港演員和導演，例如：成龍或周潤發，也都與此類型電影有所關聯[24]。

- 女女剝削電影（Dykesploitation films）：以同性戀和雙性戀女生為特色的性剝削電影，例如：《溫柔的接觸》That Tender Touch（1969）。

- 末日剝削電影（Eschploitation films）：基督教啟示錄的末日驚悚電影。（詳見：末世論）

- 嬉皮剝削電影（Hippie exploitation films）：關於嘻皮非主流文化的1960年代電影，嘻皮文化始終被定型為與吸食大麻和搖頭丸毒品、性愛狂野迷幻藥派對等活動有所關聯。幾乎從草創初期，好萊塢也加入行動製作出許多極端火熱的嘻皮剝削電影，卻冒充為警世的公眾訊息服務節目；事實上假裝站在道德制高點，卻直接瞄準去餵養病態的大眾胃口；也經常描繪毒癮狂的嘻皮生活，和以「查爾斯·曼森殺人集團」（Manson family）形式聚集吸毒來逃避現實的景況。諸如電影：《幻覺世代》Hallucination Generation（1967）、和Riot on Sunset Strip（1967）都描繪年輕嘻皮族狂野狂歡的集體性交、吸毒、犯罪、甚至謀殺[25]。其他例子包括：The Love-Ins（1967）、《精神錯亂》Psych-Out（1968）、《旅行》The Trip （1967）、和Wild in the Streets（1968）。

- 美南剝削電影（Hixploitation films）：關於美國南方的電影，以誇張手法描述刻板山區鄉巴佬（hillbilly）角色為特色。例子包括：《食人帝国》Eaten Alive（1977）、Hillbillies in a Haunted House（1967）、《秋酒之鄉》Moonshine Mountain（1964）、Poor White Trash 2（1976）、Redneck Zombies（1987）、和《兩千狂人》Two Thousand Maniacs!（1964）。

- 猶太人剝削電影（Jewsploitation films）：以刻畫猶太人報復對抗世仇，或是在所處社區內表現出怪異舉止的電影。猶太人剝削電影與黑人剝削電影、以及刻板動作電影有類似的聚焦點，通常只要以猶太人演員換掉傳統亞利安人角色即可。此子類型起源於2003年的電影《希伯來鐵錘》The Hebrew Hammer（2003），原為黑人剝削電影之拙劣模仿者[26]。此類型電影的最佳範例為2008年昆汀·塔倫提諾的作品《惡棍特工》，以一群猶太人組成的突擊部隊為非史實劇情重心，出任務拿下二次大戰法國戰區納粹最高指揮總部。史蒂芬·史匹柏的作品《慕尼黑》也可以被視為另一部突出的猶太人剝削電影，因為專門刻畫1972年慕尼黑大屠殺之後猶太人報復「黑色九月」的行動。儘管電影劇情依據史實，這部電影也展示了許多此類型的元素，包括報復典型猶太人仇敵，以及以非猶太人演員廣泛使用於假想的角色[27]。此類型的其他例子，包括：《狂熱份子》The Believer（2001）、《特勤沙龍》、《猶太毒犯》Holy Rollers（2010）、和《誰吻了潔西卡》Kissing Jessica Stein（2001）。

- 功夫電影（Martial arts films）：運用各種形式的功夫，以大量打鬥場面為特色的動作電影。例子包括：《必殺拳》The Street Fighter（1974）、和《女必殺拳》（Sister Street Fighter）系列，以及李小龍主演的電影（《唐山大兄》、《精武門》、《猛龍過江》、和《龍爭虎鬥》）。

- 墨西哥剝削電影（Mexploitation films）：關於墨西哥文化、或墨西哥境內生活描述的電影，經常處理犯罪、販毒、黑金和性的議題。雨果·史提格利茲（Hugo Stiglitz）是此類型著名的墨西哥演員，與馬力歐·阿瑪達（Mario Almada）、費南多·阿瑪達（Fernando Almada）兄弟一起合作過上百部相同主題的電影。

- 忍者電影（Ninja films）：功夫電影的子類型，這些電影以刻板、歷史不正確、忍者服飾與其隨身武器的影像為中心，經常包括奇幻的元素，例如忍者法術。許多此類型的電影拼接來自不相關電影的庫存忍者打鬥片段。

- 修女剝削電影（Nunsploitation films）：以修女處於危險、或情色局面為特色的電影，例子包括：《群魔》The Devils（1971）、《煞女修羅》Killer Nun（1978）、《聖獸學園》School of the Holy Beast（1974）、Sinful Nuns of Saint Valentines和《霹靂修女》Nude Nuns With Big Guns（2010）。

- 日本粉紅色電影（pink films）：風行於1970年代的日本性剝削電影，經常以軟調性愛、強暴、酷刑、BDSM、和其他非傳統的性主題為特色。

- 巴西性喜劇電影（Pornochanchada films）：巴西人率直的軟調色情電影，大部分於1970年代製作拍攝。

- 迷幻電影（Stoner films）：以詳盡描繪濫用大麻毒品為中心主題的電影子類型。此類型電影常以喜劇和正向風格詮釋濫用大麻為特色；濫用大麻成為電影的主題之一，並因此誘發大部分的電影情節。美國喜劇搭檔「大麻民間英雄」切奇和崇（Cheech and Chong）就是好例子，最近的《豬頭漢堡包》（Harold & Kumar）電影系列則與前面描述的內容極為貼切。

- 青少年剝削電影（Teensploitation films）：以青少年為導向的剝削電影，劇情經常捲入毒品、性、酗酒、和犯罪。「青少年剝削」（Teensploitation）一詞首次出現於1982年商業刊物的發表會，並於2004年首度列入「韋氏大字典」（Merriam Webster's Collegiate Dictionary〉。改編自瑪西·瑞妮·康拉德謀殺案（murder of Marcy Renee Conrad〉的《大河邊緣》The River's Edge（1986）為此電影類型最具代表性作品，由克斯賓·葛洛佛（Crispin Glover）和基努·李維主演，丹尼斯·霍柏客串演出。賴瑞·克拉克（Larry Clark）的電影作品《横行霸道》Bully（2001）、《性滑板七年級》Ken Park（2002）、和《衝擊年代》Kids（1995）或許是最知名的青少年剝削電影。關於1950年代的青少年電影，詳見美國國際電影（American International Pictures）。

- 復仇電影（Vigilante films）：以採取違反法律手段追求公平正義的類型電影。1970年代因為美國政府貪污腐敗、越戰失利、和犯罪率大增，導致民心不安，而令這類型電影得以生根，這些電影指向正逐漸竄起的新保守主義[28]政治趨勢。據信此子類型起源於1970年的《喬》（Joe）[29]，最經典的例子為查理士·布朗遜領銜主演的《猛龍怪客》（Death Wish）系列電影，這些電影經常處理在體制內求助無門的個體，例如：《比利傑克》Billy Jack（1971）的美洲原住民主角，或是諸如黑人剝削電影《科菲》Coffy（1973）的角色人物，以及從小鄉鎮到大都會尋找流亡親人的甘草人物（如1979年的《赤裸追凶》（Hardcore）和1976年的《除害》（Trackdown））。另外也有「治安警察」（vigilante cop）電影，係描繪一位感受到司法制度迫害的警察，諸如：《捍衛家園》（Walking Tall）系列電影、《迷雾追魂手》Mad Max（1979）、和克林·伊斯威特的《緊急追捕令》（Dirty Harry）系列電影中的主角人物[30]，依據傳統的觀念，這些電影並不被視為真正的警察電影，因為並無牽涉普通百姓個人遭受迫害後而尋求公平正義。同樣地，馬丁·史柯西斯的《計程車司機》也不符合此類型，因為電影主角係為精神障礙[29]，其他例子包括：山姆·畢京柏的《大丈夫》Straw Dogs（1971）、克林·伊斯威特的《西部執法者》The Outlaw Josey Wales（1976）、喬·舒馬克（Joel Schumacher）的《城市英雄》Falling Down（1993）、和蓋瑞·葛雷（F. Gary Gray）的《重案對決》Law Abiding Citizen（2009）。

## 剝削電影相關的導演
| - 史蒂芬·C·阿波斯托洛夫 - 達利歐·阿基多 - 馬里奧·巴瓦 - 威廉·博汀 - 烏維·鮑爾 - 丁度·巴拉斯 - 約翰·卡本特 - 羅傑·科曼 - 衛斯·克萊文 - 喬·達馬托 - 魯格羅·德奧達托 - 唐·多勒 - 大衛·E·達斯頓 - 德韋恩·埃斯珀 - 阿貝爾·費拉拉 - 麥可與羅貝塔·芬德利 - 傑斯·佛朗哥 | - 路西歐·弗爾茲 - 塞繆爾·福勒 - 威廉·季德勒 - 法蘭克·亨南洛特 - 傑克·希爾 - 陶比·胡柏 - 勞埃德·考夫曼 - 赫蒙利·柯尼納 - 荷西·拉蒙·拉拉茲 - 翁貝托·蘭齊 - 赫謝爾·戈登·路易斯 - 布魯諾·馬泰 - 拉德利·梅茨格 - 魯斯·梅耶 - 三池崇史 - 卡爾·蒙森 - 佛瑞德·歐勒·雷 | - 羅恩·奧蒙 - 梅爾文·范畢柏斯 - 勞勃·羅里葛茲 - 让·洛林 - 喬治·安德魯·羅梅羅 - 艾利·羅斯 - 達里希·肖柯夫 - 林賽·香提夫 - 胡安·皮克爾·西蒙 - 傑克·史密斯 - 瑞伊·丹尼斯·史特克勒 - 昆汀·塔倫提諾 - 約翰·華特斯 - 西恩·韋瑟斯 - 桃樂絲·維斯曼 - 艾德·伍德 - 吉姆·懷諾斯基 - 羅伯·殭屍 |

## 延伸阅读
- Keyvan Sarkhosh and Winfried Menninghaus (2016). "Enjoying trash films: Underlying features, viewing stances, and experiential response dimensions", Poetics vol. 57 (2016), pp. 40–54. doi:10.1016/j.poetic.2016.04.002.
- Eric Schaefer (1999). Bold! Daring! Shocking! True!: A History of Exploitation Films, 1919–1959. Duke University Press.
- Jeffrey Sconce, "'Trashing' the Academy: Taste, Excess, and an Emerging Politics of Cinematic Style", Screen vol. 36 no. 4, winter 1995, pp. 371–393.
- Cathal Tohill and Pete Tombs, Immoral Tales: European Sex & Horror Movies 1956-1984, 1994. ISBN 978-0-312-13519-5.
- V. Vale and Andrea Juno, RE/Search no. 10: Incredibly Strange Films. RE/Search Publications, 1986. ISBN 978-0-940642-09-6.
- Ephraim Katz, The Film Encyclopedia 5e, 2005. ISBN 978-0-06-074214-0.
- Benedikt Eppenberger, Daniel Stapfer. Maedchen, Machos und Moneten: Die unglaubliche Geschichte des Schweizer Kinounternehmers Erwin C. Dietrich. Mit einem Vorwort von Jess Franco. Verlag Scharfe Stiefel, Zurich, 2006, ISBN 978-3-033-00960-8.

## 外部連結
- THE DEUCE: Grindhouse Cinema Database （页面存档备份，存于） The original Grindhouse/Classic Exploitation Cinema Wiki.
- "Lights! Camera! Apocalypse!" （页面存档备份，存于）, an article about Rapture films as Christian exploitation filmmaking
- Cultuurschok （页面存档备份，存于） Dutch website dedicated to Cult and Exploitation
- Paracinema Magazine （页面存档备份，存于） Quarterly film magazine dedicated to b-movies, cult classics, indie, horror, science fiction, exploitation, underground and Asian films from past and present.
- Grindhouseland | Exploitation Film Reviews
- MIDNIGHT-THEATRE.com - The Home of Exploitation Cinema
- BoulevardMovies.com - Exploitation Films on DVD & Blu-ray （页面存档备份，存于）